# Bethesda Softworks
Bethesda Softworks è un'azienda statunitense dedita allo sviluppo e alla pubblicazione di videogiochi con sede nella città di Rockville (Maryland), fondata nel 1985 da Christopher Weaver; dal 2020 è di proprietà del gruppo Xbox Game Studios.
Bethesda è conosciuta principalmente per aver sviluppato le serie di The Elder Scrolls e Fallout.

## Storia

### Anni ottanta
Bethesda fu fondata nel 1985 da Christopher Weaver a Bethesda (Maryland); Weaver aveva ottenuto una laurea presso il Massachusetts Institute of Technology e aveva altri titoli di studio in giapponese e informatica presso la Wesleyan University. Il contributo essenziale che Christopher diede, in quei primi anni, fu soprattutto l'invenzione del primo motore fisico per le simulazioni sportive in tempo reale e queste innovazioni furono sfruttate per il loro primo prodotto, un gioco di football americano intitolato Gridiron!. Grazie alla sagace realizzazione quel primo articolo si rivelò una produzione affascinante, non tanto per i giocatori rappresentati praticamente da linee e puntini, ma per il fatto che ognuno di essi aveva massa e velocità, una caratteristica che attirò l'attenzione soprattutto degli utenti Amiga e gettò le basi per la ben più famosa serie Madden NFL della EA. Trip Hawkins di Electronic Arts intuì il potenziale di Gridiron! e, nonostante il piano iniziale di pubblicarlo, prima suggerì a Weaver una collaborazione per creare il famigerato John Madden Football e poi ostacolò in tutti i modi la pubblicazione di Gridiron!, cosa che portò Christopher a intentare un'azione legale ad EA per circa 7 milioni di dollari.

### Anni novanta
Successivamente a questa inaspettata diramazione degli eventi, la sede di Bethesda fu poi spostata a Rockville nel 1990, e lì Weaver decise di cominciare l'evoluzione di un gioco dedicato alla saga cinematografica Terminator, sviluppandolo per MS-DOS; questo gioco ottenne un ottimo successo. Di seguito, e non con pochi rischi, Christopher decise di giocare al rilancio e, osservando attentamente il successo di titoli come Ultima Underworld: The Stygian Abyss, diede il via libera alla creazione di un videogioco simile, guidata dalla supervisione di Julian Lefay: The Elder Scrolls: Arena. Creato sulla falsariga dei giochi Looking Glass Studios, Arena inizialmente non possedeva neanche una vera componente di gioco ruolistica, che venne aggiunta in maniera quasi spontanea e mano a mano, e che mise da parte l'originale concept del gioco hack and slash in prima persona. A causa delle ancora acerbe capacità di Bethesda, Arena non fece in tempo ad essere completato entro i piani stabiliti, e slittò dal Natale del 1993 al marzo 1994; un periodo gelido per il mercato dei videogiochi che segnò il tardo successo di Arena assieme anche all'enorme quantità di bug presenti nel gioco, che vennero poi corretti con delle patch prontamente rilasciate. Tuttavia The Elder Scrolls: Arena non fu certamente un fallimento: alcune caratteristiche innovative come il ciclo giorno/notte che modificava il comportamento dei personaggi non giocanti e la vastità senza precedenti dell'area di gioco fecero di Arena un videogioco di culto che riscosse lentamente sempre più successo.
Spinto da quanto c'era di buono in Arena, nel 1996 venne pubblicato The Elder Scrolls II: Daggerfall. Il gioco offriva sicuramente, sia rispetto al predecessore sia rispetto ai suoi contemporanei esterni, caratteristiche a dir poco innovative: la possibilità di diventare vampiro o licantropo, le combinazioni di magie, la possibilità di incantare l'equipaggiamento, comprare navi e case o influenzare i rapporti politici tra i regni. Ciò che probabilmente però stupiva di più di Daggerfall era la vastità della mappa: oltre 160.000 km²; numeri da far rabbrividire i suoi concorrenti odierni e dell'epoca. Nonostante il successo, più o meno frazionato, di entrambi i capitoli di The Elder Scrolls, la pubblicazione successiva di spin-off di scarso successo come An Elder Scrolls Legend: Battlespire e The Elder Scrolls Adventures: Redguard causò non pochi problemi finanziari all'interno di Bethesda, rischiando di arenarla ai margini del mercato; dunque Christoper Weaver scelse di ricorrere all'acquisizione dell'azienda da parte di ZeniMax Media nel 1999, manovra che effettivamente salvò Bethesda e che l'avrebbe condotta nel terzo millennio.

### Anni duemila
Nonostante il passato pericolo di fallimento, Bethesda non ebbe molto tempo per decidere sul da farsi: An Elder Scrolls Legend: Battlespire e The Elder Scrolls Adventures: Redguard si erano dimostrati dei totali fallimenti, pertanto la direzione che l'azienda prese fu quella di rievocare alcuni progetti del passato, rimasti nel cassetto, che richiamavano al nome di Tribunal, messi da parte nel 1998 perché considerati allora troppo ambiziosi. Tuttavia, costretta dal caso, Bethesda decise di utilizzare il prototipo di Tribunal e avviare i lavori su un nuovo The Elder Scrolls; come capo del progetto fu scelto un giovane programmatore, arruolatosi in Bethesda a metà anni 90, di nome Todd Howard. Il lavoro di Howard su questo nuovo capitolo sarebbe stato stravolgente e rivoluzionario, non solo fine a sé stesso ma che avrebbe anche influito sulla storia dei videogiochi in sé. L'ambientazione del gioco fu ridotta a 16 km², circoscritta sull'isola di Vvanderfell, solo una parte del mondo di Tamriel precedentemente visto in Arena: pur apparendo inizialmente come una mancanza, in realtà questa scelta permise varietà e dettagli molto maggiori per ogni zona e Todd optò per abbandonare gli algoritmi che generavano casualmente ambienti e personaggi non giocanti, in un certo senso quindi il mondo sembrava ancora più vasto perché anche più vario. Anche il motore grafico fu completamente cambiato, e venne utilizzato il Gamebryo, mentre il lato sonoro venne curato dall'allora giovane Jeremy Soule. Stava nascendo The Elder Scrolls III: Morrowind.
Mentre venivano ultimati i lavori sul nuovo Morrowind, Bethesda nel 2001 decise di rinominare il team di sviluppo al suo interno come Bethesda Game Studios. L'anno seguente, non senza fatiche e rinvii, fu pubblicato The Elder Scrolls III: Morrowind. Il gioco fu letteralmente consacratore di Bethesda a tutti gli effetti, vinse moltissimi premi, fu acclamato e considerato uno dei più importanti videogiochi della sua epoca e un grande innovatore nel settore dei videogiochi di ruolo, con oltre 4 milioni di copie vendute.
Nel 2004 Bethesda decise di acquisire da Interplay Entertainment i diritti legali della serie di videogiochi di ruolo a tema post-apocalittico nota come Fallout, insieme ad un gioco non completato con nome Van Buren. Due anni dopo, pubblica The Elder Scrolls IV: Oblivion, che bissa nuovamente il successo ormai confermato della saga, un altro capolavoro considerato un classico dei videogiochi di ruolo, ed uno dei migliori giochi della settima generazione, che nelle prime 3 settimane di presenza sul mercato ha venduto ben 1,7 milioni di copie.
A distanza di dieci anni da Fallout 2, pubblicato da Interplay Entertainment, Van Buren viene completato, sotto la supervisione dell'ormai consolidato Todd Howard, ed acquisisce un nome: Fallout 3. Questo capitolo, pubblicato nel 2008, fonde il tema post-apocalittico con lo stile di The Elder Scrolls ed è destinato a diventare uno dei più grandi ed originali GDR di successo della storia dei videogiochi, e raggiunge 4,7 milioni di copie vendute dopo appena una settimana, superando così The Elder Scrolls IV: Oblivion. In seguito Bethesda pubblica un altro titolo della serie di Fallout, Fallout: New Vegas, che però venne sviluppato da Obsidian Entertainment.

### Anni duemiladieci
Nel 2011 Bethesda pubblica il quinto capitolo della saga di The Elder Scrolls, The Elder Scrolls V: Skyrim. Il gioco acclamatissimo da critica e pubblico, sarà destinato a vendere l'esorbitante cifra di 20 milioni di copie; un risultato mai raggiunto prima da Bethesda. Pochi mesi dopo, a febbraio 2012, muore Adam Adamowicz all'età di 43 anni a causa di un sarcoma. Adamowicz, unitosi a Bethesda nel 2005, era il principale concept artist che aveva contribuito in maniera maggiore alla creazione dei mondi, dei personaggi e delle armi di Oblivion, Fallout 3 e Skyrim; Todd Howard dedica ad Adamowicz il premio AIAS per il miglior gioco di ruolo vinto da The Elder Scrolls V: Skyrim.
Dopo Skyrim, Bethesda, pubblica alcuni giochi come Brink, RAGE e Dishonored; questi ultimi due destinati a diventare dei buoni successi di critica e pubblico. Durante i primi mesi del 2013, in vista dell'ottava generazione e dopo l'acquisizione di diversi studi, Bethesda annuncia lo sviluppo di Wolfenstein: The New Order, con a capo i veterani di Starbreeze Studios, e di The Evil Within la cui creazione sarà guidata da Shinji Mikami, artefice della saga di Resident Evil.
Successivamente all'E3 2013, durante il QuakeCon 2013, Bethesda fa una serie di annunci in cui rivela che Doom 4, il cui sviluppo è ancora travagliato, non è stato affatto cancellato e Tim Willits ha garantito che la creazione del gioco è stata resettata nel 2011. Inoltre lo stesso Willits, non esclude la nascita di un nuovo Quake. Tuttavia per quanto riguarda sia Doom 4 che un futuro Quake, Bethesda, ha imposto ad id Software la massima riservatezza sul rilascio di informazioni. In virtù delle buone vendite e degli ottimi giudizi della critica, Willits, non ha escluso neanche un futuro seguito di Rage.
Contemporaneamente al QuakeCon, vengono seminate sul web alcune immagini del seguito del tanto acclamato Prey; successivamente Bethesda conferma lo sviluppo ma ne ammette, come con Doom 4, le difficoltà. Esclude inoltre che il seguito sarà sviluppato da Arkane Studios, ma che rimarrà in mano ai creatori originali, Human Head Studios; tuttavia il progetto verrà ufficialmente cancellato mesi dopo. Nel mese di agosto, Bethesda, dà per certo che nessuno dei futuri progetti sarà dedicato al Wii U; causa del loro scarso interesse per la console, un hardware non all'avanguardia per l'ottava generazione, ed una scarsa collaborazione e supporto agli sviluppatori di terze parti.
Durante i primi mesi del 2015, Bethesda annuncia l'importante decisione di organizzare una propria conferenza all'E3 2015, evento mai verificatosi nella storia dell'azienda. Tuttavia a sole 2 settimane di distanza dall'E3, Bethesda, decide di giocare le proprie carte in anticipo e dopo un countdown di 24 ore lanciato il 2 giugno, Bethesda annuncia finalmente l'atteso Fallout 4. Verso la fine del 2015, Bethesda, decide di aprire un nuovo studio a Montréal, in Canada, affidato a Yves Lachance.

### Anni duemilaventi
Il 21 settembre 2020 Microsoft annuncia l'acquisizione di ZeniMax Media, la società madre di Bethesda, per 7,5 miliardi di dollari. Il 9 marzo 2021, dopo il via libera all'acquisizione, Bethesda entra a far parte ufficialmente di Xbox Game Studios.
Nel maggio 2024 Microsoft ha annunciato la chiusura di Arkane Austin, Tango Gameworks e Alpha Dog Games come parte di una significativa ristrutturazione organizzativa di Bethesda. Il capo di Xbox Game Content and Studios, Matt Booty, ha spiegato che la decisione rifletteva la volontà di dare priorità allo sviluppo di “titoli ad alto impatto” e di investire maggiormente nel catalogo di franchise di successo di Bethesda. Anche lo sviluppatore mobile Roundhouse Studios ha cessato le attività, con il suo team integrato in ZeniMax Online Studios. Inoltre, lo sviluppo di tutti i contenuti aggiuntivi per Redfall è stato interrotto
Il presidente di Xbox, Sarah Bond, ha motivato la chiusura degli studi con la necessità di mantenere in crescita il settore gaming di Microsoft durante periodi di transizione e stagnazione del mercato. Rivolgendosi in particolare a Tango Gameworks, ha sottolineato l’importanza di valutare i diversi parametri di successo di un gioco prima di prendere decisioni definitive sulla chiusura di uno studio. Nonostante la chiusura di Tango, Matt Booty ha ribadito l’importanza per Xbox di ospitare titoli a budget più contenuto per motivi di “prestigio e premi”, come accaduto con Hi-Fi Rush.
Il 12 agosto 2024, l’editore sudcoreano Krafton ha annunciato di aver raggiunto un accordo con Microsoft Gaming e Bethesda per acquisire e rilanciare Tango Gameworks nella sua interezza, includendo anche il trasferimento della licenza di Hi-Fi Rush. Tuttavia, i diritti di pubblicazione dei giochi precedenti di Hi-Fi Rush e di Tango Gameworks sono rimasti di proprietà di Microsoft.

## Eredità
Dagli anni novanta ad oggi Bethesda è colei che ha guidato maggiormente la creazione e il consolidamento nella storia videoludica dei videogiochi di ruolo ed ha apportato notevoli cambiamenti nelle loro meccaniche, ridefinendo e facendo evolvere il genere stesso; pertanto è leader assoluta nel settore di creazione dei videogiochi di ruolo dell'ovest. Difatti alcuni dei suoi giochi sono stati inseriti in svariate liste che raccolgono i migliori videogiochi e videogiochi di ruolo di sempre; come quella dei 100 migliori videogiochi di ruolo creata da IGN nella quale figurano ben 5 titoli creati e pubblicati da Bethesda, ovvero: Fallout: New Vegas all'89º posto, The Elder Scrolls III: Morrowind al 32º posto, The Elder Scrolls IV: Oblivion al 22º posto, Fallout 3 al 10º posto e The Elder Scrolls V: Skyrim al 7º posto.

## Videogiochi (lista parziale)
Sviluppatore
| Titolo | Anno | Piattaforma                                                 |
| --- | ---- | ----------------------------------------------------------- |
| Gridiron! | 1986 | Amiga, Atari ST                                             |
| Wayne Gretzky Hockey | 1989 | Amiga, Atari ST, MS-DOS                                     |
| Escape from Singe's Castle                                                                                                 | 1989 | MS-DOS                                                      |
| The Terminator | 1991 | MS-DOS                                                      |
| Home Alone | 1991 | NES                                                         |
| Where's Waldo? | 1991 | NES                                                         |
| Delta V | 1994 | MS-DOS                                                      |
| The Elder Scrolls: Arena                                                                                                   | 1994 | Microsoft Windows                                           |
| The Elder Scrolls II: Daggerfall (Battlespire / Redguard)                                                                  | 1996 | Microsoft Windows                                           |
| The Elder Scrolls III: Morrowind (Tribunal / Bloodmoon)                                                                    | 2002 | Microsoft Windows, Xbox                                     |
| The Elder Scrolls IV: Oblivion (Knights of the Nine / Shivering Isles)                                                     | 2006 | Microsoft Windows, Xbox 360, PlayStation 3                  |
| Fallout 3 (Operation: Anchorage / The Pitt / Broken Steel / Point Lookout / Mothership Zeta)                               | 2008 | Microsoft Windows, Xbox 360, PlayStation 3                  |
| The Elder Scrolls V: Skyrim (Dawnguard / Hearthfire / Dragonborn)                                                          | 2011 | Microsoft Windows, Xbox 360, PlayStation 3, Nintendo Switch |
| Fallout 4 (Automatron / Wasteland Workshop / Far Harbor / Contraptions Workshop / Vault-Tec Workshop / Nuka-World)         | 2015 | Microsoft Windows, Xbox One, PlayStation 4                  |
| Fallout 76 (Wild Appalachia / Nuclear Winter / Wastelanders / The Legendary Run / One Wasteland For All / Fractured Steel) | 2018 | Microsoft Windows, Xbox One, PlayStation 4                  |
| Starfield (Shattered Space)                                                                                                | 2023 | Microsoft Windows, Xbox Series X/S                          |
| The Elder Scrolls VI | TBA  | Microsoft Windows, Xbox Series X/S                          |

Editore
| Titolo                                                                            | Sviluppatore                    | Anno | Piattaforma                                                                          |
| --------------------------------------------------------------------------------- | ------------------------------- | ---- | ------------------------------------------------------------------------------------ |
| Sword of Sodan                                                                    | Discovery Software              | 1993 | MacOS                                                                                |
| Call of Cthulhu: Dark Corners of the Earth                                        | Headfirst Production            | 2005 | Microsoft Windows, Xbox                                                              |
| Wheelspin                                                                         | Awesome Play                    | 2009 | Nintendo Wii                                                                         |
| Wet                                                                               | Behaviour Interactive           | 2009 | Xbox 360, PlayStation 3                                                              |
| Fallout: New Vegas (Dead Money / Honest Hearts / Old World Blues / Lonesome Road) | Obsidian Entertainment          | 2010 | Microsoft Windows, Xbox 360, PlayStation 3                                           |
| Brink                                                                             | Splash Damage                   | 2011 | Microsoft Windows, Xbox 360, PlayStation 3                                           |
| Rage                                                                              | id Software                     | 2011 | Microsoft Windows, Xbox 360, PlayStation 3, MacOS                                    |
| Hunted: La nascita del demone                                                     | inXile Entertainment            | 2011 | Microsoft Windows, Xbox 360, PlayStation 3                                           |
| Dishonored                                                                        | Arkane Studios                  | 2012 | Microsoft Windows, Xbox 360, PlayStation 3                                           |
| Doom 3 - BFG Edition                                                              | id Software                     | 2012 | Microsoft Windows, Xbox 360, PlayStation 3, Xbox One, PlayStation 4, Nintendo Switch |
| The Elder Scrolls Online                                                          | ZeniMax Online Studios          | 2014 | Microsoft Windows, Xbox One, PlayStation 4, MacOS                                    |
| The Evil Within                                                                   | Tango Gameworks                 | 2014 | Microsoft Windows, Xbox 360, PlayStation 3, Xbox One, PlayStation 4                  |
| Wolfenstein: The New Order                                                        | MachineGames                    | 2014 | Microsoft Windows, Xbox 360, PlayStation 3, Xbox One, PlayStation 4                  |
| Doom                                                                              | id Software                     | 2016 | Microsoft Windows, Xbox One, PlayStation 4, Nintendo Switch                          |
| Dishonored 2                                                                      | Arkane Studios                  | 2016 | Microsoft Windows, Xbox One, PlayStation 4                                           |
| Prey                                                                              | Arkane Studios                  | 2017 | Microsoft Windows, Xbox One, PlayStation 4                                           |
| Dishonored: La morte dell'Esterno                                                 | Arkane Studios                  | 2017 | Microsoft Windows, Xbox One, PlayStation 4                                           |
| The Evil Within 2                                                                 | Tango Gameworks                 | 2017 | Microsoft Windows, Xbox One, PlayStation 4                                           |
| Quake Champions                                                                   | id Software                     | 2017 | Microsoft Windows                                                                    |
| Wolfenstein II: The New Colossus                                                  | MachineGames                    | 2017 | Microsoft Windows, Xbox One, PlayStation 4, Nintendo Switch                          |
| Wolfenstein: Youngblood                                                           | MachineGames                    | 2019 | Microsoft Windows, Xbox One, PlayStation 4, Nintendo Switch                          |
| Wolfenstein: Cyberpilot                                                           | MachineGames                    | 2019 | Microsoft Windows, Xbox One, PlayStation 4                                           |
| Rage 2                                                                            | Avalanche Studios e id Software | 2019 | Microsoft Windows, Xbox One, PlayStation 4                                           |
| Doom Eternal                                                                      | id Software                     | 2020 | Microsoft Windows, Xbox One, PlayStation 4, Nintendo Switch                          |
| Deathloop                                                                         | Arkane Studios                  | 2021 | Microsoft Windows, Xbox Series X/S, PlayStation 5                                    |
| Ghostwire: Tokyo                                                                  | Tango Gameworks                 | 2022 | Microsoft Windows, Xbox Series X/S, PlayStation 5                                    |
| Hi-Fi Rush                                                                        | Tango Gameworks                 | 2023 | Microsoft Windows, Xbox Series X/S, PlayStation 5                                    |
| Indiana Jones e l'antico cerchio                                                  | MachineGames                    | 2024 | Microsoft Windows, Xbox Series X/S, PlayStation 5                                    |
| Doom: The Dark Ages                                                               | id Software                     | 2025 | Microsoft Windows, Xbox Series X/S, PlayStation 5                                    |